# Хуч
Хуч (рум. Huci) — село у повіті Клуж в Румунії. Входить до складу комуни Кожокна.
Село розташоване на відстані 302 км на північний захід від Бухареста, 25 км на південний схід від Клуж-Напоки.

## Населення
За даними перепису населення 2002 року у селі проживали 36 осіб, усі — румуни. Усі жителі села рідною мовою назвали румунську.